# Rörtegel

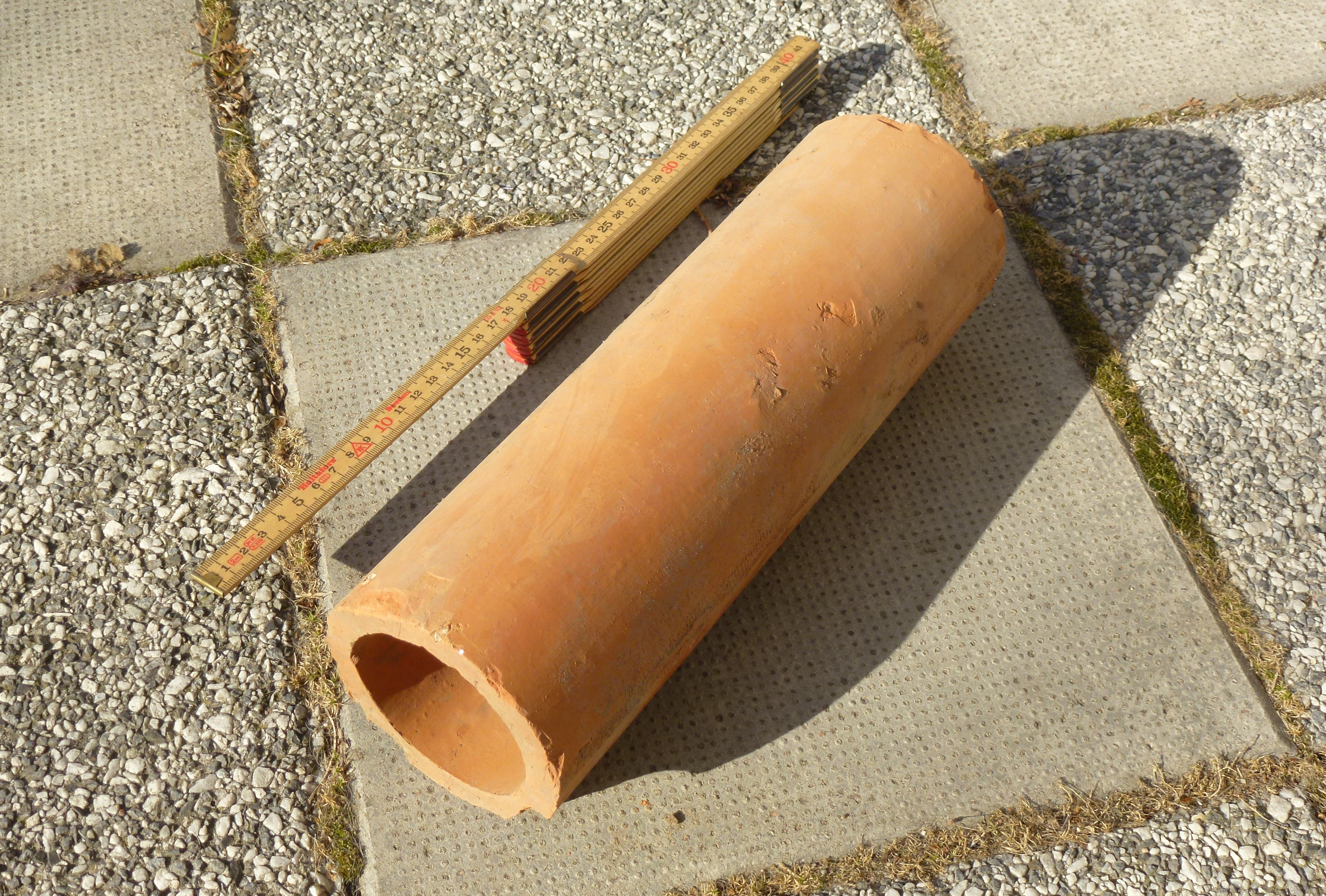
Rörtegel för dränering.

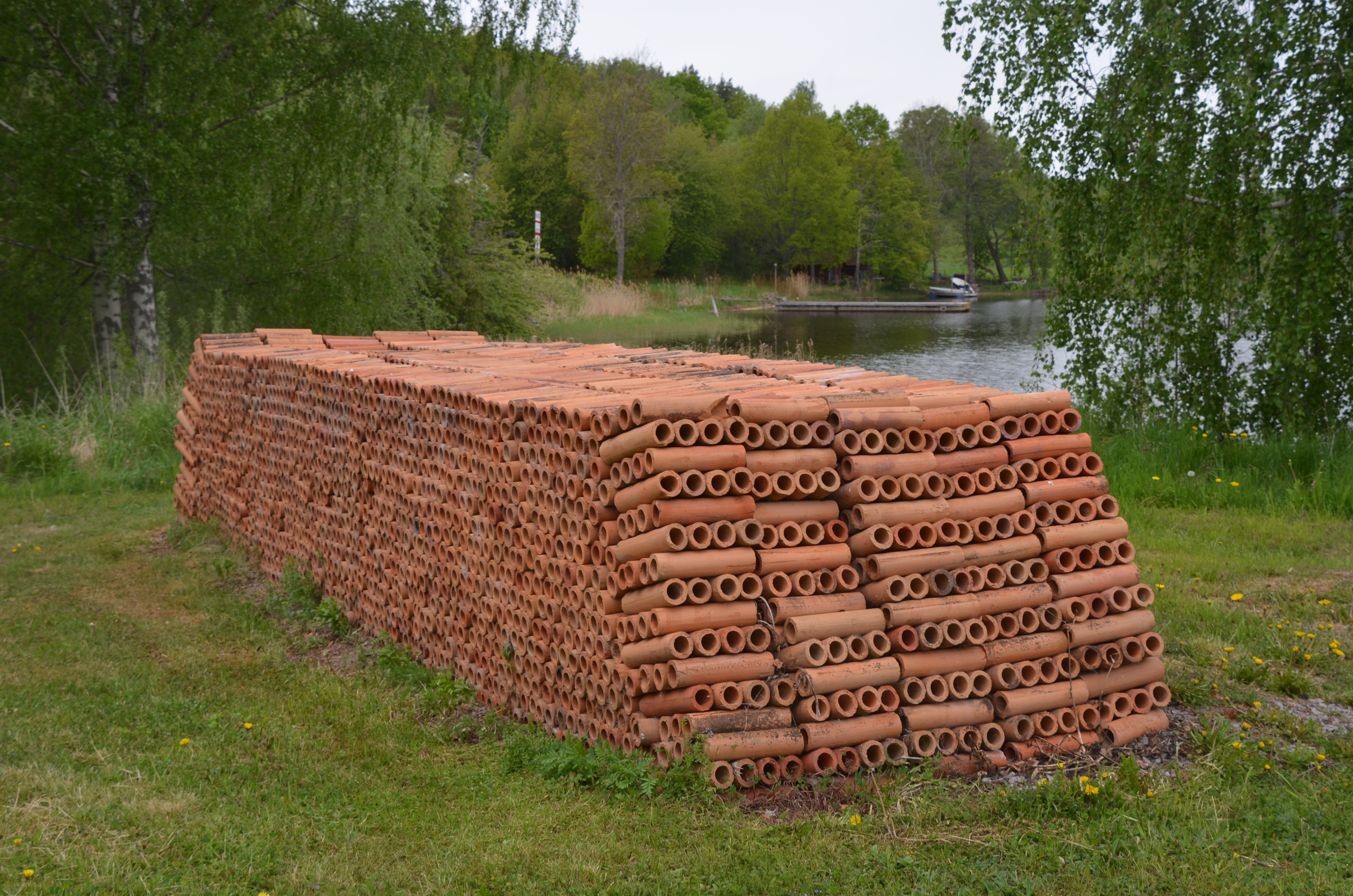
En stapel med rörtegel för dränering på Almviks tegelbruksmuseum

Rörtegel eller tegelrör är ett rör tillverkad av tegel som började introduceras i Sverige på 1830-talet i samband med dränering av diken och husgrunder. Vid sidan om användning inom byggsektorn  har det idag blivit populärt att bygga vinställ av tegelrör.

## Historik
Täckdikesrör av tegel introducerades i Sverige på 1830-talet av Edward Nonnen på Degeberg och dominerade marknaden under lång tid. Innan tegelrör fanns att tillgå användes sten och ris för att leda bort vattnet. När sedan tegelbruken började framställa tegelrör tog täckdikningen med tegelrör fart. Genom att gräva ner rör av tegel som lades kant i kant med ett litet avstånd emellan kunde vattnet snabbare ledas bort på våren och grödan fortare komma i jorden. 
Åtskilliga tegelbruk grundades enbart med syfte att tillverka rörtegel men fortsatte sedan med produktion av byggnadstegel (murtegel och taktegel). Ursprungligen tillverkades rörtegel med rund utsida och/eller grenrör. Moderna rör är kantiga, för att kunna staplas lättare. Ett vanligt mått är längd 35 cm, innerdiameter 10 cm, yttermått 13 cm och vikt 3 kg. Rörtegel kallas tillsammans med taktegel för "tunnväggigt gods", som ställer högre krav på lerans kvalitet än vid produktion av murtegel.
Rörtegel kom även i samband med dränering av husgrunder till användning. Här uppfyllde tegelrör två funktioner: Den första funktionen innebär att vatten tränger in i röret genom skarvarna. Den andra är att tegelröret suger upp vattnet från marken som sedan kondenserar och droppar in i röret samt avleds till någon samlingspunkt.
Idag används slitsade plaströr för täckdikning och dränering av husgrunder. Men tegelrör har fått ett nytt  användningsområde som exempelvis vinställ (den invändiga diametern passar bra för en vinflaska), blomvaser eller luftkanaler för exempelvis en öppen spis.